# 25960 Timheckman
25960 Timheckman este o planetă minoră (asteroid), cu un diametru de 4,995 km, din centura de asteroizi. A fost descoperită pe 19 martie 2001 la Stația Anderson Mesa de Lowell Observatory Near-Earth-Object Search. 
Obiectul prezintă o orbită caracterizată de o semiaxă mare de 2,6678381 UAi, o excentricitate de 0,2003889, o înclinație de 13,62257 ° în raport cu ecliptica.